# Gouldia minima
Gouldia minima är en musselart som först beskrevs av Montagu 1803.  Gouldia minima ingår i släktet Gouldia och familjen venusmusslor. Inga underarter finns listade i Catalogue of Life.